# Ranieri II di Spoleto
Ranieri II di Spoleto (... – XI secolo), fu duca di Spoleto dal 1082 al 1086.

## Biografia
Era figlio di Ugo I (Uguccione) di Spoleto (?-1059), di Ranieri di Toscana, e di una certa Berta, sposata nel 1044. Ebbe come fratelli Arrigo I di Spoleto e Ugo (Uguccione) di Spoleto.

## Discendenza
Ranieri II sposò nel 1059 circa Willa ed ebbero un figlio, Ranieri III (?-1129), che sposò Caterina detta Trotta.